# 타이완성
타이완성(중국어 정체자: 臺灣省, 간체자: 台湾省, 병음: Táiwān shěng, 민난어: Tâi-oân-séng) 또는 대만성은 중화민국의 명목상 성이다. 지리적으로는 타이완섬의 대부분과 펑후 제도, 뤼다오섬, 란위섬과 같은 주변의 섬들을 포함한다. 현재 중화민국이 실효지배하는 영토의 73%, 인구의 약 40%에 해당한다.
타이완성의 영역에는 푸젠성이 관할하는 진먼현, 롄장현과 직할시인 가오슝시, 신베이시, 타오위안시, 타이난시, 타이베이시, 타이중시는 제외되어 있다.
1998년 이래로 타이완성 정부는 간소화되었고 대부분의 기능은 중화민국 행정원으로 이전되었다. 이후 2018년 타이완성 정부가 폐지되어 헌법상으로만 남게 되었다.
현재 중화인민공화국이 타이완성에 대하여 직·간접적으로 영유권을 주장하고 있으며, 타이완성을 23번째 성(省)으로 설정하고 있다.

## 역사
1683년에 청나라의 해군 총독 시랑은 정성공의 손자인 정극상의 정씨왕국을 무너뜨리고 타이완을 복속시켰다. 청나라는 타이완을 푸젠성 타이완부로 편입시켰다. 1885년에 타이완은 독립된 복건대만성이 되었다.
1895년에 청일전쟁의 결과 타이완은 일본에 할양되었다. 일본 통치 시기에 타이완 성은 폐지되고 타이완 총독부가 설치되었다. 1945년에 일본이 항복함으로써 중화민국은 타이완을 회복하였다.
중화민국은 타이완에 곧바로 성을 설치하지 않고 타이완 행정 장관인 천이(陳儀)의 군사 점령하에 두었다. 천이의 통치는 타이완 사람들의 반발을 일으켰고 2·28 사건이 일어났다. 천이는 1947년 5월에 소환되었고 행정 장관공서는 폐지되었다. 타이완의 주민들은 중화민국의 다른 사람들과 동등하게 대우받을 것을 보장받았고 타이완 성이 설치되었다. 1949년에 중국 국민당이 국공내전에서 중국 공산당에게 패하고 중화인민공화국이 수립되면서 중화민국 정부는 타이완으로 쫓겨났다.
성 정부는 1956년 타이베이시에서 난터우시의 중싱 신촌으로 이전되었다. 1967년 타이베이 시, 1979년 가오슝시가 분리되었다. 2010년 타이중시, 타이중현, 타이난시, 타이난현, 타이베이현이 각각 타이중시, 타이난시, 신베이시로 분리되고 가오슝현이 가오슝시로 넘어갔다. 2014년 타오위안현이 타오위안시로 분리되었다.

## 정치
1992년까지 타이완성장은 중화민국 정부가 직접 임명하는 관선직이었다. 1992년에 처음으로 민선 타이완성장 선거가 실시되었고 쑹추위가 당선되었다.
1997년에 중국 국민당과 민주진보당의 합의로 타이완성의 행정은 간소화되었다. 성장과 성회가 폐지되고 중화민국 정부가 임명하는 9명의 성부위원이 성을 관할하게 되었다. 2018년 7월부터는 이름만 남아있던 성 정부마저 폐지되었으며, 중화민국 헌법에서만 남아있는 조직이 되었다.

## 행정 구역
3개의 시와 11개의 현을 관할한다.
| No.    | 이름     | 한자: 한자음   | 영어     | 넓이 (km2) | 인구      | 청사 소재지 | 청사 소재지    | 지도                                                                           |
| ------ | -------- | -------------- | -------- | ---------- | --------- | ----------- | -------------- | ------------------------------------------------------------------------------ |
| 시(市) | 시(市)   | 시(市)         | 시(市)   | 시(市)     | 시(市)    | 시(市)      | 시(市)         | 1234567891011121314 = 직할시(直轄市) - 타이완성 관할이 아님. = 시(市) = 현(縣) |
| 1      | 신주시   | 新竹市: 신죽시 | Hsinchu  | 104.1526   | 433,091   | 베이구      | 北區: 북구     | 1234567891011121314 = 직할시(直轄市) - 타이완성 관할이 아님. = 시(市) = 현(縣) |
| 2      | 자이시   | 嘉義市: 가의시 | Chiayi   | 60.0256    | 270,656   | 둥구        | 東區: 동구     | 1234567891011121314 = 직할시(直轄市) - 타이완성 관할이 아님. = 시(市) = 현(縣) |
| 3      | 지룽시   | 基隆市: 기륭시 | Keelung  | 132.7589   | 372,604   | 중정구      | 中正區: 중정구 | 1234567891011121314 = 직할시(直轄市) - 타이완성 관할이 아님. = 시(市) = 현(縣) |
| 현(縣) |          |                |          |            |           |             |                | 1234567891011121314 = 직할시(直轄市) - 타이완성 관할이 아님. = 시(市) = 현(縣) |
| 4      | 난터우현 | 南投縣: 남투현 | Nantou   | 4,106.4360 | 510,632   | 난터우시    | 南投市: 남투시 | 1234567891011121314 = 직할시(直轄市) - 타이완성 관할이 아님. = 시(市) = 현(縣) |
| 5      | 먀오리현 | 苗栗縣: 묘률현 | Miaoli   | 1,820.3149 | 564,855   | 먀오리시    | 苗栗市: 묘률시 | 1234567891011121314 = 직할시(直轄市) - 타이완성 관할이 아님. = 시(市) = 현(縣) |
| 6      | 신주현   | 新竹縣: 신죽현 | Hsinchu  | 1,427.5369 | 540,193   | 주베이시    | 竹北市: 죽북시 | 1234567891011121314 = 직할시(直轄市) - 타이완성 관할이 아님. = 시(市) = 현(縣) |
| 7      | 윈린현   | 雲林縣: 운림현 | Yunlin   | 1,290.8326 | 700,846   | 더우류시    | 斗六市: 두육시 | 1234567891011121314 = 직할시(直轄市) - 타이완성 관할이 아님. = 시(市) = 현(縣) |
| 8      | 이란현   | 宜蘭縣: 의란현 | Yilan    | 2,143.6251 | 458,375   | 이란시      | 宜蘭市: 의란시 | 1234567891011121314 = 직할시(直轄市) - 타이완성 관할이 아님. = 시(市) = 현(縣) |
| 9      | 자이현   | 嘉義縣: 가의현 | Chiayi   | 1,903.6367 | 520,910   | 타이바오시  | 太保市: 태보시 | 1234567891011121314 = 직할시(直轄市) - 타이완성 관할이 아님. = 시(市) = 현(縣) |
| 10     | 장화현   | 彰化縣: 장화현 | Changhua | 1,074.3960 | 1,288,529 | 장화시      | 彰化市: 장화시 | 1234567891011121314 = 직할시(直轄市) - 타이완성 관할이 아님. = 시(市) = 현(縣) |
| 11     | 타이둥현 | 臺東縣: 대동현 | Taitung  | 3,515.2526 | 222,967   | 타이둥시    | 臺東市: 대동시 | 1234567891011121314 = 직할시(直轄市) - 타이완성 관할이 아님. = 시(市) = 현(縣) |
| 12     | 펑후현   | 澎湖縣: 팽호현 | Penghu   | 126.8641   | 101,734   | 마궁시      | 馬公市: 마공시 | 1234567891011121314 = 직할시(直轄市) - 타이완성 관할이 아님. = 시(市) = 현(縣) |
| 13     | 핑둥현   | 屏東縣: 병동현 | Pingtung | 2,775.6003 | 842,976   | 핑둥시      | 屏東市: 병동시 | 1234567891011121314 = 직할시(直轄市) - 타이완성 관할이 아님. = 시(市) = 현(縣) |
| 14     | 화롄현   | 花蓮縣: 화련현 | Hualien  | 4,628.5714 | 332,091   | 화롄시      | 花蓮市: 화련시 | 1234567891011121314 = 직할시(直轄市) - 타이완성 관할이 아님. = 시(市) = 현(縣) |

## 자매 결연 지역
타이완성과 자매결연을 하고 있는 미국의 주는 42개의 주가 있다.

## 같이 보기
- 타이완성 (중화인민공화국)